# Ласкариси
Ласкариси или Ласкариди (грчки: Λάσκαρις, Λάσκαρης) је била византијска династија која је владала Никејским царством од 1204. до 1261. године. По Георгију Пахимеру, такође су били познати и под именом Цамантури (Tζαμάντουρος).

## Историја
Порекло имена Ласкариса је непознато. Поридица се у изворима први пут јавља 1059. године, у тестаменту Евстатија Боиле. Ласкариси који су овде поменути били су обични земљорадници. Породица Ласкарис помиње се у Солуну око 1180. године, али није познато у каквом су сродству чланови ових Ласкариса били са владајућим царевима. Први Ласкариси који се по имену помињу у изворима били су Константин и Теодор, синови Манојла Ласкариса и Јоване Фокине Карацаине (грчки: Ἰωάννα Φώκαινα Καράτζαινα). Они су били значајне личности у Цариграду у последњим годинама владавине династије Анђео. Теодор се оженио Аном Комнином Анђелином, ћерком Алексија III Анђела. Према хроници Никите Хонијата, Константин је након пљачке Цариграда у Четвртом крсташком рату проглашен за цара од стране народа, али се морао склонити пред Латинима. Заједно са Теодором, Константин је предводио антилатинску странку међу грчким становништвом Мале Азије. Теодор је основао Никејско царство, које је било носилац традиција освојене Византије. Теодор и Константин имали су и тројицу старије браће: Манојла, Михаила и Ђорђа, као и двојицу млађих, Алексија и Исака.
Константин је умро око 1211. године. Теодора, чији су синови Никола и Јован умрли око 1212, је наследио 1222. године нећак Јован III Дука Ватац, који се оженио Ирином Ласкарином. Ватац се за власт морао борити против Исака и Алексија, браћом Теодора I, који су помоћ затражили од латинског цара. Ватац односи победу код Поиманенона 1224. године, што је учврстило његову власт и омогућило му да предузме офанзиву против Латинског царства. Ватац је умро 1254. године. Наследио га је син Теодор II Ласкарис. Теодор је владао до своје смрти 1258. године. Наследио га је малолетни син Јован IV Ласкарис. Аристрократска фракција коју је предводио Михаило Палеолог преузела је контролу над Никејским царством од лојалисте Ђорђа Музалона, у државном удару. Михаило је постао регент и савладар малолетног Јована. Након ослобођења Цариграда 1261. године Михаило је крунисан као једини цар. Јован је ослепљен и утамничен. У затвору је и умро 1305. године.
Под Палеолозима су Ласкариси заузимали значајне положаје; неколико чланова породице били су локални функционери. Познатији од њих су Манојло Ласкарис (доместик схола око 1320) и Алексије (мега хетаиреиарх око 1370). Јован Пегонита Ласкарис био је композитор са Венецијанског Крита у првој половини 15. века. Константин Ласкарис и Јован Риндакин Ласкарис били су једни од многих Грка који су побегли из Цариграда пре пада под Турке 1453. године. У Италији они су подстакли настанак ренесансе.

### Цареви Никеје из династије Ласкарис
- Теодор I Ласкарис (грч. Θεόδωρος Α' Λάσκαρης; 1174—1222, владао 1204—1222); зет Алексија III.
- Јован III Дука Ватац (грч. Ιωάννης Γ' Δούκας Βατάτζης; 1192—1254, владао 1222—1254); зет Теодора I; патио од епилепсије.
- Теодор II Ласкарис (грч. Θεόδωρος Β' Λάσκαρης; 1221—1258, владао 1254—1258); син Јована III.
- Јован IV Ласкарис (грч. Ιωάννης Δ' Λάσκαρης; 1250—1305, владао 1258—1261); син Теодора II, Михајло VIII га је збацио са трона, ослепео и утамничио.

## Галерија
- Теодор I Ласкарис
- Јован III Дука Ватац
- Теодор II Ласкарис
- Јован IV Ласкарис
- Марија Ласкарина, угарска краљица, супруга Беле IV.
- Никејско царство 1204. године